# Lyssa (genre)
Genre
Lyssa est un genre de lépidoptères (papillons) de la super-famille des Geometroidea, de la famille des Uraniidae.

## Dénomination
Il a été nommé Lyssa par  Jakob Hübner en 1807.
Synonymes : Nyctalemon Dalman, 1825; Lyssidia Westwood, 1879.

## Caractéristiques
Les deux espèces composant le genre Urania sont des espèces migratrices qui résident en Amérique du Sud.

## Liste des espèces
- Lyssa aruus (Felder, 1874); présent aux iles Aru.
- Lyssa macleayi (Montrouzier, 1856); présent en Australie.
- Lyssa menoetius (Hopffer, 1856); présent aux Philippines, à Bornéo et au Sulawesi.
- Lyssa patroclus (Linnaeus, 1758); présent aux Moluques
- Lyssa zampa (Butler, 1869); présent dans le sud de la Chine, en Thaïlande, aux Philippines et au Sulawesi[1].